# Еппштайн
Еппштайн (нім. Eppstein) — місто в Німеччині, знаходиться в землі Гессен. Підпорядковується адміністративному округу Дармштадт. Входить до складу району Майн-Таунус.
Площа — 24,21 км2. Населення становить 13 620 ос. (станом на 31 грудня 2020).